# 이해랑연극상
한국 현대 연극의 선구자인 이해랑을 추모하고 업적을 기리기 위해 제정된 상이다. 1991년에 제정되었고 조선일보사와 이해랑연극재단이 주최하며 매년 4월에 시상한다. 심사위원들은 이해랑의 연극 정신을 잇는 정통극 분야의 연극인이나 연극단체 중에서 후보자를 선정한다.

## 설립취지
- 이해랑 연극정신을 기리기 위하여
- 이해랑연극상을 제정하여 운영하고
- 관련된 출판 및 공연 지원 사업을 하고자 함

## 부문
- 이해랑연극상
- 이해랑특별상

## 역대 수상자
| 회(수상연도)   | 연극상 부문                       | 특별상 부문                                   | 같이 보기 |
| -------------- | --------------------------------- | --------------------------------------------- | --------- |
| 제1회(1991년)  | 극단 ‘實驗劇場’(당시 대표 金東勳) | 당선자 없음                                   | [ 1 ]     |
| 제2회(1992년)  | 극단 ‘산울림’(대표 林英雄)        | 당선자 없음                                   |           |
| 제3회(1993년)  | 극작가 차범석 (車凡錫)            | 당선자 없음                                   |           |
| 제4회(1994년)  | 배우 이호재 (李豪宰)              | 원로 연극인 金東園                            |           |
| 제5회 (1995년) | 배우 윤주상 (尹柱相)              | 당선자 없음                                   | [ 2 ]     |
| 제6회(1996년)  | 배우 박정자 (朴正子)              | 배우 백성희 (白星姬)                          |           |
| 제7회(1997년)  | 배우 손숙 (孫淑)                  | 당선자 없음                                   |           |
| 제8회(1998년)  | 배우 윤석화 (尹石花)              | 당선자 없음                                   |           |
| 제9회(1999년)  | 배우 서희승 (徐熙承)              | 당선자 없음                                   |           |
| 제10회(2000년) | 배우 유인촌(柳仁村)               | 당선자 없음                                   |           |
| 제11회(2001년) | 배우 전성환(全盛煥)               | 당선자 없음                                   |           |
| 제12회(2002년) | 배우 권성덕 (全盛煥)              | 당선자 없음                                   |           |
| 제13회(2003년) | 연출가 손진책 (孫桭策)            | 당선자 없음                                   |           |
| 제14회(2004년) | 연출가 김삼일 (金森一)            | 당선자 없음                                   |           |
| 제15회(2005년) | 배우 전무송 (全茂松)              | 연출가 姜由楨                                 |           |
| 제16회(2006년) | 무대미술가 박동우 (朴東祐)        | 당선자 없음                                   |           |
| 제17회(2007년) | 배우 윤소정 (尹小晶)              | 당선자 없음                                   |           |
| 제18회(2008년) | 배우 생활을 (孫鳳淑)              | 당선자 없음                                   |           |
| 제19회(2009년) | 배우 정동환 (鄭東煥)              | 당선자 없음                                   | [ 3 ]     |
| 제20회(2010년) | 배우 김성녀 (金星女)              | 배우 장민호 (張民)                            |           |
| 제21회(2011년) | 배우 한명구 (韓明求)              | 당선자 없음                                   |           |
| 제22회(2012년) | 연출가 한태숙 (韓泰淑)            | 당선자 없음                                   |           |
| 제23회(2013년) | 연출가 이성열 (李聖悅)            | 당선자 없음                                   |           |
| 제24회(2014년) | 프로듀서 박명성 (朴明誠)          | 당선자 없음                                   |           |
| 제25회(2015년) | 배우 길해연 (吉海蓮)              | 무대미술가 병복의 (李秉福)                    |           |
| 제26회(2016년) | 연출가 김광보 (金洸甫)            | 당선자 없음                                   |           |
| 제27회(2017년) | 배우 예수정 (芮秀貞)              | 배우 이순재 (李順載)                          |           |
| 제28회(2018년) | 연출가 김창일(金昌一)             | (사)국제아동청소년연극협회(아시테지) 한국본부 |           |
| 제29회(2019년) | 연출가 고선웅(高宣雄)             | 연출가 · 배우 장규호 (張奎皓)                 |           |
| 제30회(2020년) | 배우 서이숙(徐梨淑)               | 연출가 전세권 (全世權)                        |           |
| 제31회(2021년) | 무대미술가 이태섭 (李台燮)        | 배우 백성희 (金錦枝)                          | [ 4 ]     |
| 제32회(2022년) | 배우 남명렬(南明烈)               | 배우 신구 (申久)                              |           |

## 같이 보기
- 이해랑
- 이해랑연극재단